# 5476 Mulius
5476 Mulius eller 1989 TO11 är en trojansk asteroid i Jupiters lagrangepunkt L5. Den upptäcktes 2 oktober 1989 av den amerikanska astronomen Schelte J. Bus vid Cerro Tololo. Den är uppkallad efter Mulius i den grekiska mytologin.
Asteroiden har en diameter på ungefär 35 kilometer.